# 澤田修
澤田 修（さわだ おさむ、1976年7月9日 - ）は、日本の男性ラジオパーソナリティ。愛称は「オサムッシュ」。

## 略歴
愛知県武豊町出身、東京都在住。高校入学の頃に「ロックの洗礼を受け」「ロックな人生がスタート」し、高校時代は「パワーメタルに心酔」した。大阪芸術大学芸術学部放送学科では「メタリカなどのスラッシュメタル、ゴシックメタルなどに没頭」し、卒業後にニューヨークに2年間留学してレコーディングエンジニアの学校に通いながら、「雑誌の編集やラジオ番組などを経験」した。
2001年秋、ZIP-FMミュージック・ナビゲーター コンテストでグランプリを獲得。
2002年春から、ZIP-FMで音楽番組のDJを担当。2011年5月からは中央エフエムで番組を担当している。2013年4月から2014年3月まではInterFMでも番組を担当していた。
その他、イベントMC、洋楽ロックバンドの日本盤アルバムの解説など執筆活動やナレーションなどもしている。

## 担当番組
- 毎週日曜日 REAL ROCKS 24:30 - 26:00 (ZIP-FM)
- 毎週土曜日 CULTURE RADIO via TOKYO 19:00 - 21:00（ZIP-FM）
- 毎週金曜日 Awesome Rock 21:00 - 21:30 (2011年5月から11月までは20:00 - 20:30)(中央エフエム)

なおZIP-FMにおいては、平日朝の番組において他のDJが休暇等で番組に出演しない場合に代わりを受け持つことが多く、その場合はやはり選曲が洋楽のロックが中心となるが、2024年以降は朝昼からヘヴィメタルを流すと上層部に怒られるという理由からメタルに限っては減少傾向にある。

## 過去の担当番組
ZIP-FM
- 毎週水曜日 ZONE3 19:00 - 25:00 (2002年4月 - 2003年3月)
- 毎週月曜日 ZONE4 25:00 - 31:00 (2002年10月 - 2003年3月)
- 毎週水曜日 ZONE3 18:00 - 24:00 (2003年4月 - 2004年3月)
- 毎週月曜日 ZONE4 24:00 - 30:00 (2003年4月 - 2004年3月)
- MIDNIGHT JAMS 毎週水曜日・木曜日 25:00 - 27:00 (2004年4月 - 2005年3月)
- ZIP REAL-EYES（ジップ・リアライズ）毎週土曜日 24:00-25:00 (2005年4月〜2008年3月)
- R18-Radio Eighteen- 毎週水曜日・木曜日 21:00-24:00 (2008年4月 - 2010年3月)

InterFM
- Awesome Beats 月曜～木曜24:00 - 27:00（2013年4月～9月）・毎週金曜日24:00 - 27:00（2013年10月～2014年3月）